# Random.org

Logotipo.

Random.org é um site gerador de números aleatórios baseados em ruído atmosférico. O serviço gera 111 milhões de bits aleatórios por dia. Para gerar os números, são utilizados vários rádios sintonizados entre as frequências de rádios que registram o ruído atmosférico.
O site foi criado em 1998 por Mads Haahr,
um professor e doutor em ciência da computação em Trinity College, Dublin, Irlanda. Números aleatórios são gerados com base em ruído atmosférico capturado por vários rádios sintonizados entre estações.